# Filip Haag
Filip Haag (* 26. Januar 1961 in Bern) ist ein Schweizer Künstler. Er arbeitet in den Medien Malerei, Zeichnung, Skulptur und Fotografie.

## Leben
Filip Haag wuchs in Bern auf. Nach der Matura 1981 studierte er an der Universität Zürich Kunstgeschichte und deutsche Literaturgeschichte. Maler wurde er 1986 als Autodidakt.
Von 1998 bis 2012 lebte er mit seiner Familie (drei Kinder, *1991, 1994, 1996) am Thunersee, aktuell in Bern. Seit 2016 (Residency in New York) erfolgen teils längere Reisen und Arbeitsaufenthalte (2020 Residency in Varanasi, Indien).

## Werk
Haag bewegt sich zwischen klassischen Themen wie Figur, Porträt und Landschaft. Nach eher expressiven Anfängen entwickelte er ab 1990 experimentelle Techniken und Verfahren mit Tusche und Fotochemikalien in teils winzigen Formaten als Malerei ohne Pinsel. Seine reduzierte Farbigkeit – bis hin zu reinem Schwarz-Weiss – kam ohne erkennbare Handschrift aus und konnte wie Fotografie wirken. Ab 2020 wirkt sein Werk persönlicher, figurativer und bunter. Er malt nun oft mit den Fingern und verwendet metallische Goldtöne. Diesen Fingermalereien setzt er akribische Zeichnungen diametral entgegen, in denen er mit winzigen Strichen auch grosse Formate füllt. Zudem "bevölkert" er seine "Landschaften"; sie sind nicht länger reine Natur, sie sind zunehmend von Kultur und Zivilisation geprägt, ja durchsetzt, manchmal geradezu von Horror vacui geprägt.
Seit 2017 malt er auch grosse Formate direkt auf die Wand, erstmals im Kunstmuseum Thun. Die improvisierten Motive kreiert er mittels rhythmisierter, einfacher Formen. Wo er anfänglich in Schwarz arbeitete, hielt 2023 auch hier Goldfarbe Einzug.
Haag verfolgt malend, zeichnend, fotografierend oder auch mal schreibend diverse Methoden, Techniken, Ansätze und Projekte: mal meditativ, mal expressiv. Mal leicht und flüchtig, dann bedeutungsvoll und schwer. Er thematisiert das Gegensätzliche und den Wandel. Seine Bilder entstehen intuitiv und experimentell, keinem Plan folgend, als regelrechte Metamorphosen. Streng genommen, gibt es keine letzte oder gültige Version, jedes Bild bleibt prekär und "gefährdet". Die Entwicklungen (Nuancierungen ebenso wie abrupte Kehrtwendungen) machen dauerhaft sichtbar, was unter der Oberfläche verschwunden ist. Haag hält sie  fotografisch in Abfolgen fest, die erstmals – gewissermassen als Bestandteil der Werke – 2023 unter dem Titel "wieder scheitern, besser scheitern" publiziert wurden.
Seit 2016 verfolgt er auch fotografische Projekte. In Die Kunst des Augenblicks (Verlag DuMont) zeigt Haag eine Sammlung von Schnappschüssen aus Museen, in denen Betrachter eine Interaktion mit einem Kunstwerk eingehen. Historische Kunstwerke werden so humorvoll mit der Gegenwart verbunden. Weitere Publikationen in der edition Haus am Gern: MOVE 2022; VARANASI-Trilogie 2021/22 (aus: GEISS, BOAT und FLOW), MOVE (2023).

## Ausstellungen

### Einzelausstellungen (Auswahl)
- 2023, 2021, 2019, 2017, 2015, 2013: Galerie Bernhard Bischoff, Bern
- 2018: Galerie Sylva Denzler, Zürich
- 2016: Soapbox Gallery, New York
- 2014, 2008, 2006: Galerie Karin Sutter, Basel
- 2009: Kunsthaus Interlaken
- 2006, 1998, 1997: Galerie Kabinett, Bern
- 2003: C3 Galerie, New York City
- 2002: Kunsthalle Bern (Projektraum)
- 2000, 1998: Galerie Serge Ziegler, Zürich
- 1996: Galerie Thomas Rehbein, Köln
- 1993: Centre d’art contemporain, Martigny
- 1989: Galerie Toni Gerber, Bern

### Gruppenausstellungen (Auswahl)
- Kunstmuseum Bern; Kunsthalle Bern; Kunsthaus Interlaken; Kunsthaus Langenthal; Kunstmuseum Thun; Centre PasquArt, Biel; Kunsthaus Aarau; Neues Museum Biel; Kunsthaus Grenchen; Musée Jurassien des Arts, Moutier; Kunstmuseum Chur; Kornhausforum Bern; LaNef, Le Noirmont; Centre d’art contemporain, Martigny; Stadtgalerie Bern; Freshwindow Gallery, New York; Museum of Architecture, Wroclaw (Polen);  Galerie Hubertus Winter, Wien; Photo Festival GanaArt Gallery, Seoul (Südkorea); Kunstfabrik am Flutgraben, 2yK Galerie, Berlin; Hubertus Winter Galerie, Berlin; Diplomatic Suitcase, New York, Sydney, Barcelona, Stockholm, Genua; Paris Photo, Serge Ziegler Galerie, Paris

## Stipendien und Werkbeiträge
- Werk-/Projektbeiträge: Kanton Bern, Stadt Bern, Burgergemeinde Bern, Stadt Thun, Pro Helvetia, Ernst und Olga Gubler-Hablützel Stiftung, Pro Scientia et Arte Stiftung, Fondation Nestlé pour l’art, Die Mobiliar
- Residencies: 2025 Artist in Residence im Kloster Broumov CZ. 2020: Artist in Residence, Alice-Boner-Institute, Varanasi, Indien. 2016: New York Auslandstipendium der Stadt Bern. 1991: Atelier der Binz-Stiftung Nairs, Scuol

## Werke in Sammlungen
Kunstmuseum Bern, Kunstmuseum Thun, Kunsthaus Aarau, Kunstsammlung der Stadt Bern, Kunstsammlung des Kantons Bern, Schweizerische Bundeskunstsammlung, Grafische Sammlung der Nationalbibliothek, Berner Kantonalbank, Zürcher Kantonalbank, Die Schweizerische Post, Die Mobiliar, Luciano Benetton Collection, Italien.

## Publikationen/Kataloge
- MOVE, Fotos Filip Haag und Alina Haag, Edition Haus am Gern, Biel 2022
- Wieder scheitern, besser scheitern. Edition Haus am Gern, Biel 2023. Text: Balts Nill
- VARANASI-Trilogie. Fotos Filip Haag. Edition Haus am Gern, Biel 2021–2022. (Geiss/Goat, Boot/Boat (Text: Filip Haag), Fluss/Flow (Text: Ute Hüsken))
- Die Kunst des Augenblicks. 72 Fotos von Filip Haag, Text: Filip Haag. Verlag DuMont, Köln 2021
- Bilder erzählen. Kunstmuseum Thun, 2017[1]
- Filip Haag – Es kommt. Es bleibt. Es geht. Die Thunersee Gebilde. Text: Harald Kraemer. Verlag Transfusionen, Basel 2008
- Forbidden: the 3rd photo festival. GanaArt Gallery, Seoul 2003
- Diplomatic suitcase: [landscape on tour 2002/03]: [Filip Haag, Chantal Michel, Hannes Rickli, Monica Studer, Christof van den Berg]. EDA, 2003

- Filip Haag – Nolens volens. Texte: Norberto Gramaccini, Michael Krethlow, Tim Krohn und Filip Haag. Edition Atelier, Bern 2002
- Filip Haag – Malen mit Licht. Katalog zur Ausstellung in der Kunsthalle Bern. Report Verlag, 2002
- Filip Haag – Fotozeichnungen. Katalog zur Ausstellung bei Elisabeth und René Dalucas. Zürich 1992
- Soluna (Reisen in Anatolien). Edition Soluna, Bern 1984
- Phönix (Reflexionen, Aphorismen und Gedichte). Edition Phönix, Berlin 1983